# Holandia na Mistrzostwach Świata w Lekkoatletyce 2011
Holandia na Mistrzostwach Świata w Lekkoatletyce 2011 była reprezentowana przez 19 zawodników.

## Wyniki reprezentantów Holandii

### Mężczyźni

#### Konkurencje biegowe
| Konkurencja | Zawodnik                                                          | Eliminacje | Eliminacje | Półfinał | Półfinał | Finał    | Finał   |
| Konkurencja | Zawodnik                                                          | Rezultat   | Pozycja    | Rezultat | Pozycja  | Rezultat | Pozycja |
| ----------- | ----------------------------------------------------------------- | ---------- | ---------- | -------- | -------- | -------- | ------- |
| 100 m       | Churandy Martina                                                  | 10.32      | 13. Q      | 10.29    | 18.      |          |         |
| 200 m       | Churandy Martina                                                  | 20.70      | 17. Q      | DNS      | DNS      |          |         |
| 800 m       | Bram Som                                                          | 1:46.79    | 19. Q      | 1:46.69  | 17.      |          |         |
| 4x100 m     | Giovanni Codrington Brian Mariano Jerrel Feller Patrick van Luijk |            |            | DSQ      | DSQ      |          |         |

#### Konkurencje techniczne
| Konkurencja   | Zawodnik           | Eliminacje | Eliminacje | Finał    | Finał   |
| Konkurencja   | Zawodnik           | Rezultat   | Pozycja    | Rezultat | Pozycja |
| ------------- | ------------------ | ---------- | ---------- | -------- | ------- |
| rzut dyskiem  | Rutger Smith       | 62,12 m    | 15.        |          |         |
| rzut dyskiem  | Erik Cadée         | 61,62 m    | 19.        |          |         |
| dziesięciobój | Eelco Sintnicolaas |            |            | 8298 pkt | 5.      |
| dziesięciobój | Ingmar Vos         |            |            | DNF      | DNF     |

### Kobiety

#### Konkurencje biegowe
| Konkurencja | Zawodnik                                                 | Eliminacje | Eliminacje | Półfinał   | Półfinał | Finał    | Finał   |
| Konkurencja | Zawodnik                                                 | Rezultat   | Pozycja    | Rezultat   | Pozycja  | Rezultat | Pozycja |
| ----------- | -------------------------------------------------------- | ---------- | ---------- | ---------- | -------- | -------- | ------- |
| 200 m       | Dafne Schippers                                          | 22.69 (NR) | 4. Q       | 22.92      | 9.       |          |         |
| 800 m       | Yvonne Hak                                               | 2:03.05    | 27.        |            |          |          |         |
| 4x100 m     | Kadene Vassell Dafne Schippers Anouk Hagen Jamile Samuel |            |            | 43.44 (NR) | 9.       |          |         |

#### Konkurencje techniczne
| Konkurencja  | Zawodnik       | Eliminacje | Eliminacje | Finał     | Finał   |
| Konkurencja  | Zawodnik       | Rezultat   | Pozycja    | Rezultat  | Pozycja |
| ------------ | -------------- | ---------- | ---------- | --------- | ------- |
| rzut dyskiem | Monique Jansen | 58,23 m    | 17.        |           |         |
| siedmiobój   | Remona Fransen |            |            | 6027 pkt. | 19.     |